# Thrawn

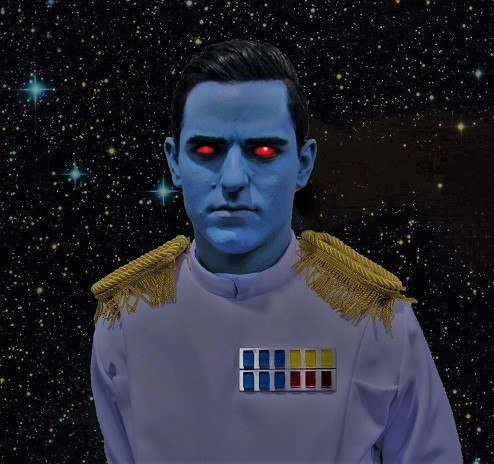
Thrawn admirális cosplayes megjelenítése

Thrawn főadmirális (teljes neve: Mitth'raw'nuruodo) a Star Wars univerzum egyik szereplője. Thrawn admirális emberszerű, bőre kék, szemei vörösek. Kiváló parancsnoka a Chimera nevű csillagrombolónak.
Először a Legendákban akkor szerepel, amikor a faja erőit képviselő háborúkban sikeresen aratott diadalokat. Ő volt az első a népéből, aki kapcsolatba lépett az emberiséggel és amint tudomást szerzett a Császár tervéről, rögtön szolgálatába állt, hogy így megalakulhasson egy olyan harci erő, amely képes megvédeni a galaxist a yuzan wongoktól (ez volt a személyes indíttatása).
A Kánonban először a Star Wars: Lázadók harmadik évadjában tűnik fel, a Birodalom főadmirálisaként. A harmadik évad végén rájön a Főnix század bázisának helyére és lerohanja azt. A győzelme nem teljes, mert néhány vezetőjük meg tudott menekülni, de a Lázadók Lothal szektorbéli flottáját megsemmisítette. A negyedik évad végén Ezra Bridgerrel csillagrombolóján a purrgill nevű állatok miatt fénysebességre ugranak. 
Elsőként Timothy Zahn Thrawn-trilógiájában (1992–1994) jelent meg. A trilógia első kötete – A Birodalom örökösei – öt évvel játszódik a hatodik Csillagok háborúja film után. A könyv kezdetekor már Thrawn főadmirális kezében van a teljes birodalmi flotta parancsnoksága. A trilógiában majdnem megdönti az Új Köztársaságot, azonban a döntő csatában a Bilbringinél viszont testőre, a noghri Rukh hátbaszúrta, mivel egy jelentés szerint a Galaktikus Birodalom megmérgezte otthonát.  
Azóta számos egyéb Csillagok háborúja műben jelent meg, számítógépes játékokban és öt másik Zahn-könyvben egyaránt, melyekben mindig kulcsfontosságú, ha nem is mindig főszerepet játszik. Teljes nevének csak a „magját” használja, valószínűleg azért, mert így egyszerűbb, bár a szülőfaja, a chissek körében ez közeli ismertséget jelentene. Ez a bizonyos „mag” egy elképzelhető utalás az angol „thrawn” szóra, melynek jelentése: eltorzult, meggörbült, „nem egyenes”, tisztességtelen. 
Thrawn Kánon Könyvek
A Timothy Zahn alkotta Thrawn Trilógia után még megjelent pár könyvben, 2017-ben kijött a Thrawn című könyv, mely arról szól hogy Thrawn hogy lett a birodalom egyik főadmirálisa. 2018-ban pedig megjelent a Thrawn Szövetségek című könyv amely arról szól Thrawn hogy ismeri meg a híres Anakin Skywalker.  

## Jellemzés

### Vezénylési stílusa
A Thrawn-trilógiában a főadmirálist a legtöbbször és legközelebbről Pellaeon kapitány szemén keresztül látjuk, az író sosem mutatja be belülről Thrawnt, csak a tettein és az őt körülvevők ítéletein keresztül ismerhetjük meg. Pellaeon kapitány Thrawn zászlóshajójának a parancsnoka, ezért majdnem minden parancsának kiadásakor ott van a főadmirális mellett. Thrawn stílusa a sokat látott és tapasztalt Pellaeont még évek múltán is képes meglepni, a főadmirális ugyanis – más birodalmi tisztekkel ellentétben – gyakran kéri ki a véleményét egy-egy helyzetben, és folyamatosan ösztönzi az önálló gondolkodásra és új ötletek felvetésére. Képes elfogadni mások véleményét, sokkal jobban érdekli az adott harci szituáció megfelelő megoldása, mint a személyes dicsőség. A Birodalom örököseiben el is mondja Pellaeonnak, hogy nem fogja csak azért megölni, mert nem az ő szüleménye a megfelelő ötlet, ezzel ironizálva Vader nagyúr parancsnoki stílusát. Ezt – legtöbbször ugyan közvetett módon – számos alkalommal kritizálja a trilógia során.
Amikor az olvasó bekapcsolódik a történetbe, Thrawn már egy éve irányítja a Birodalmi Flottát, ám a zászlóshajója, a Chimera legénysége még nem teljesen fogadja el a főadmirálist. Természetesen nem arról van szó, hogy ne teljesítenék az utasításait, a trilógia végére már készek a legfurcsább parancsot is habozás nélkül végrehajtani, még ha ez életveszélybe sodorja is őket – ugyanis pontosan tudják, hogy a főadmirális semmit nem tesz feleslegesen. Számtalan példa van rá, hogy egy kedvezőtlen harci helyzetből inkább visszavonul, mint hogy felesleges kockázatot vállaljon. Szerinte a visszavonulás nem megalázó, hanem egy harcászati lehetőség, éppen olyan, mint bármelyik másik. A Birodalom örökösei végén, a végső ütközetben kifejezetten megtiltja a végletekig elhivatott rohamosztagosainak a vakmerő, öngyilkos manővereket, mondván az életük és a további szolgálataik sokkal fontosabbak.
Egy másik jellegzetes eset, amikor egy vonósugár-kezelő elszalasztotta a lehetőséget Luke fogságba ejtésére. A sokáig tervezett csapdából a jedi egy ügyes trükkel szabadul, majd amikor a vonósugár-kezelő próbálja a kiképzőjére hárítani a felelősséget, Thrawn helyben kivégezteti személyes testőrével, a noghri Rukhkal. Egy későbbi esetben Luke Skywalker szintén megszökik a vonósugár elől egy másik trükkel. A főadmirális ekkor is felkeresi a megfelelő vonósugár kezelőjét, aki elgondolkozik a történteken, majd azt mondja, hogy nem emlékszik, hogy bármilyen kézikönyvben olvasott volna hasonló szituációról, vagy hogy bármikor gyakoroltak volna ilyesmit, és ha visszatekerhetné az időt, akkor is ugyanezt tette volna, jobb lehetőséget ugyanis nem lát. Thrawn előlépteti és megbízza a hasonló vonósugár-helyzetek megoldásának kidolgozásával. Az elbeszélő szerint ez az a pillanat, ahonnan a Chimera legénysége kész meghalni a főadmirálisért.
Thrawn egy-egy nagyobb hadművelet előtt hosszan tanulmányozza az ellenség fajának a művészetét, ezen keresztül próbálva megérteni a fajt, és annak alapvető pszichológiai jellemvonásait – általában sikeresen.

### Az ellenség szemében
Az Új Köztársaság – vagy ahogy Thrawn makacsul ragaszkodik a régi nevükhöz, a Lázadók – köreiben először mendemondaként jelenik meg, miután egyetlen csillagromboló minimális veszteségekkel megsemmisít négy cirkálót a Peremvidéken. Később a történetekből egyre valószínűbbé válik, hogy a főadmirális valójában egy igazi főadmirális, ami több problémát is felvet. Az első az, hogy hol volt eddig, hiszen öt éve többé-kevésbé töretlenül a Köztársaság győzedelmeskedett a Birodalom felett. A fontosabb pedig az, hogy hogyan csúszhatott át a híres Lázadó kémhálózaton. Ugyanis eddig azt hitték, hogy az összes főadmirálissal leszámoltak. 
Thrawn tettei és gyors győzelmei, mind stratégiai, mind taktikai fölénye félelemmel tölti el az ellenségeit, hamar elterjed a híre egy legyőzhetetlen zseninek, aki minden helyzetből képes győztesen kijönni. Ez a félelem még nagyobb méreteket ölt, amikor kiderül, hogy származása humanoid, és nem ember, ugyanis a Császár köztudottan rasszista volt, és ha származása ellenére kinevezte Thrawnt, az csak azt jelentheti, hogy a főadmirális tényleg egy taktikai zseni. Ám ahogy arra Bel Iblis tábornok rámutat, az ellenséget túlbecsülni éppoly veszélyes, mint lebecsülni, és az ő hitvallása szerint nem kéne ennyire félni a titokzatos ellenféltől, előbb-utóbb ő is hibázni fog. Amikor később egy ügyes trükkel megmagyarázhatatlanul átlő egy bolygót védő pajzson – illetve úgy tűnik, mintha képes lenne azt átütni – a bolygó vezetése elhiszi, hogy a főadmirális még erre az eddig fizikai képtelenségnek hitt dologra is képes, és megadja magát.
Thrawn tehát ismét okosnak mutatkozik. Pontosan tudja, hogy az ellenségei zseninek tartják, és hogy félnek tőle, és ezt is képes a maga oldalára állítani.
A főadmirális ezek után még a Coruscantot is megtámadja, ahol szintén egy trükkel, győzelmet arat.
A Bilbringi csatában azonban megöli őt testőre, így a mindent eldöntő csata ismét az Új Köztársaság felé billen.
Thrawn klónoztatott magáról számos klónt, melyeket a Thrawn keze nevű létesítményben őriztek. Azonban ezek a klónok nem kerültek működésbe, ugyanis Luke Skywalker és Mara Jade a létesítmény megsemmisítésekor a klónokat is elpusztították.